# بگذار شوالیه تو باشم
بگذار شوالیهٔ تو باشم (به کره‌ای: 너의 밤이 되어줄게; انگلیسی: Let Me Be Your Knight) یک مجموعه تلویزیونی محصول کره جنوبی سال ۲۰۲۱ به کارگردانی آن جی سوک و نویسندگی سو جونگ اون و یو سو وون است. در این مجموعه جونگ این سون، لی جون یونگ، جانگ دونگ جو، جی‌آر و یون جی سونگ بازی کردند. این مجموعه از ۷ نوامبر ۲۰۲۱ تا ۲۴ ژانویه ۲۰۲۲، شنبه‌ها ساعت ۲۳:۰۵ (کی‌اس‌تی) از اس‌بی‌اس پخش شد. بگذار شوالیه تو باشم همچنین برای استریم در آی‌چی‌یی در مناطق منتخب قابل دسترسی است.

## تولید
حضور لی جون یونگ در این مجموعه در ۲۲ نوامبر ۲۰۱۹ اعلام شد. در ۳۰ اوت ۲۰۲۱، گروه بازیگران اصلی این مجموعه، جونگ این سون، لی جون یونگ، جانگ دونگ جو، جی‌آر و یون جی سونگ تأیید شد. تصاویر جلسه فیلمنامه‌خوانی در ۲۸ سپتامبر ۲۰۲۱ منتشر شد.